# Óscar Pinto
Óscar Manuel Pinto Marín (Lima, 20 de enero de 2002) es un futbolista peruano que se desempeña como extremo en el ADT de la Liga 1 de Perú.

## Trayectoria

### Universidad de San Martín
Pinto es producto de las divisiones menores de la Universidad de San Martín, club al que pertenece desde los diez años, cuando ingresó a la filial de Comas. Desde entonces fue destacando en los torneos de menores del país y en 2018, fue incluido en el equipo ideal de las divisiones menores de la San Martín.
Tras su buena participación en el Sudamericano sub-17 de 2019 con su selección, pasó a integrar el equipo de reservas de San Martín. Finalmente el 30 de junio de 2019 debutó profesionalmente en el empate 2-2 ante Los Caimanes por la segunda fecha de la Copa Bicentenario 2019. No solo debutó con el club sino que además convirtió su primer gol al marcar el empate al minuto 93.

### Alianza Lima
En febrero de 2020, Alianza Lima compró el 50 por ciento del pase de Pinto, cediéndolo a préstamo a San Martín durante la temporada 2020. Tras su préstamo a la San Martin en el 2020, va a Alianza Lima para la temporada 2021 donde consiguen la Liga 1 tras vencer a Sporting Crista en la final, pero solo disputa un encuentro en la temporada, el 29 de octubre ante el Cienciano, estando ya clasificados para los playoffs.

## Selección nacional
Pinto ha integrado las selecciones sub-15, sub-17 y sub-20 del Perú.
Disputó el Campeonato Sudamericano de Fútbol Sub-15 de 2017 realizado en Argentina, torneo en el cual lograron llegar a la etapa de semifinales, cayendo ante el organizador y eventual campeón. En dicho torneo, Pinto jugó todos los encuentros de Perú, aunque solo fue titular en una ocasión, logrando dar una asistencia ante Croacia en la fase de grupos.
Con la selección sub-17 participó en el Campeonato Sudamericano de Fútbol Sub-17 de 2019, donde llegaron a la etapa del hexagonal final y estuvieron cerca del clasificar al mundial de la categoría. Pinto fue uno de los jugadores nacionales más destacados pese a no ser titular inicialmente, tras anotar tres tantos, frente a Ecuador y dos a Uruguay.

### Participación en Campeonatos Sudamericanos
| Torneo                      | Sede      | Resultado    | Partidos | Goles |
| --------------------------- | --------- | ------------ | -------- | ----- |
| Sudamericano Sub-15 de 2017 | Argentina | Semifinales  | 6        | 0     |
| Sudamericano Sub-17 de 2019 | Perú      | Quinto lugar | 9        | 3     |

## Estadísticas

### Clubes
Actualizado al último partido disputado el 3 de noviembre de 2024.
| Club                                             | Div.          | Temporada     | Liga  | Liga  | Copas nacionales(1) | Copas nacionales(1) | Copas internacionales | Copas internacionales | Total | Total |
| Club                                             | Div.          | Temporada     | Part. | Goles | Part.               | Goles               | Part.                 | Goles                 | Part. | Goles |
| ------------------------------------------------ | ------------- | ------------- | ----- | ----- | ------------------- | ------------------- | --------------------- | --------------------- | ----- | ----- |
| Universidad de San Martín · Perú                 | 1.ª           | 2019          | 4     | 0     | 2                   | 1                   | —                     | —                     | 6     | 1     |
| Universidad de San Martín · Perú                 | 1.ª           | 2020          | 6     | 0     | —                   | —                   | —                     | —                     | 6     | 1     |
| Universidad de San Martín · Perú                 | Total club    | Total club    | 10    | 0     | 2                   | 1                   | 0                     | 0                     | 12    | 2     |
| Alianza Lima · Perú                              | 1.ª           | 2021          | 1     | 0     | 0                   | 0                   | —                     | —                     | 1     | 0     |
| Alianza Lima · Perú                              | 1.ª           | 2022          | 10    | 0     | —                   | —                   | 0                     | 0                     | 10    | 0     |
| Alianza Lima · Perú                              | 1.ª           | 2023          | 4     | 0     | —                   | —                   | 0                     | 0                     | 4     | 0     |
| Alianza Lima · Perú                              | Total club    | Total club    | 15    | 0     | 0                   | 0                   | 0                     | 0                     | 15    | 0     |
| Sport Boys · Perú                                | 1.ª           | 2023          | 3     | 0     | —                   | —                   | —                     | —                     | 3     | 0     |
| Sport Boys · Perú                                | Total club    | Total club    | 3     | 0     | 0                   | 0                   | 0                     | 0                     | 3     | 0     |
| Comerciantes Unidos · Perú                       | 1.ª           | 2024          | 32    | 2     | —                   | —                   | —                     | —                     | 32    | 2     |
| Comerciantes Unidos · Perú                       | Total club    | Total club    | 32    | 2     | 0                   | 0                   | 0                     | 0                     | 32    | 2     |
| ADT · Perú                                       | 1.ª           | 2025          | 0     | 0     | 0                   | 0                   | 0                     | 0                     | 0     | 0     |
| ADT · Perú                                       | Total club    | Total club    | 0     | 0     | 0                   | 0                   | 0                     | 0                     | 0     | 0     |
| Total carrera                                    | Total carrera | Total carrera | 60    | 2     | 2                   | 1                   | 0                     | 0                     | 62    | 4     |
| (1)Incluye datos de la Copa Bicentenario (2019). |               |               |       |       |                     |                     |                       |                       |       |       |

## Palmarés

### Campeonatos nacionales
| Título | Club         | País | Año  |
| ------ | ------------ | ---- | ---- |
| Liga 1 | Alianza Lima | Perú | 2021 |
| Liga 1 | Alianza Lima | Perú | 2022 |

### Torneos cortos
| Título          | Club         | País | Año  |
| --------------- | ------------ | ---- | ---- |
| Torneo Clausura | Alianza Lima | Perú | 2021 |
| Torneo Clausura | Alianza Lima | Perú | 2022 |
| Torneo Apertura | Alianza Lima | Perú | 2023 |

### Distinciones individuales
| Título                                                                 | Club                      | País | Año  |
| ---------------------------------------------------------------------- | ------------------------- | ---- | ---- |
| Equipo ideal de las divisiones menores de la Universidad de San Martín | Universidad de San Martín | Perú | 2018 |